# Father Knows Worst
Father Knows Worst, titulado Papá no sabe nada en Hispanoamérica y Un padre nunca tiene razón en España, es el decimoctavo episodio de la vigésima temporada de la serie de televisión de dibujos animados Los Simpson, estrenado en Estados Unidos el 26 de abril del 2009 y el 16 de agosto de 2009 en Hispanoamérica. El episodio fue escrito por Rob LeZebnik y dirigido Matthew Nastuk. En el episodio, Homer empieza a vigilar e intervenir en las vidas de sus hijos, Bart y Lisa, para que tengan éxito. Mientras tanto, Marge encuentra un sauna en el sótano de su casa.

## Sinopsis
Homer, Bart y Lisa caminan por un muelle de Atlantic City, donde se interesan en los artistas callejeros y los kioscos de premios. Un hombre haciendo malabares reta a Homer a lanzarle algo. Homer levanta a Bart y Lisa y los lanza al malabarista. Después, Homer está comiendo kabobs, pero después ellos se topan con un come fuego. Homer toma una antorcha ardiente y lo mete en su boca, pero luego pide agua. Bart le entrega un contenedor de gas de encendedor, que hace que prenda más fuerte el fuego. Furioso Homer estrangula a Bart mientras escupe fuego. El Dr. Hibbert visita a Homer, quien le enyesa su lengua. Cuando el yeso es removido, Homer dice experimentar una sensación de quemadura cuando succiona una paleta de cereza. Hibbert hace algunas pruebas y descubre que el fuego eliminó las papilas gustativas de Homer, exponiendo unas nuevas.
Cualquier cosa llena de sabor sobrecogerá los sentidos de Homer. Homer se limita a platillos blandos. Descubre que los platillos más blandos son servidos en la cafetería en la Escuela Primaria de Springfield. Homer empieza a comer en la cafetería. Mientras está en la escuela, Homer empieza una conversación con una madre, quien habla sobre los beneficios del "padre helicóptero", el proceso de guiar a un infante y alentarles a tener éxito. Cuando Homer es testigo de Lisa siendo humillada por algunas chicas populares, concluye que sus dos hijos podrían necesitar de su guía. Homer observa a Bart desde lejos. Durante una de sus clases, Bart lucha por idear un plan para un concurso de construcción de modelos con madera de balsa. Homer envía un avión de papel en dirección de Bart. El trozo de papel dice: "Monumento a Washington". Esto se transforma en el proyecto de Bart hasta que el director Skinner dice que algo muy fácil, por lo que Homer escoge la Abadía de Westminster.
Homer compra un libro moderno llamado "Chicas con pandillas" para Lisa. El libro sugiere utilizar insultos disfrazados de cumplidos como una manera de hacer amigos nuevos. A pesar de la preocupación inicial de Lisa, la sugerencia del libro da sus frutos. Mientras, Homer construye la Abadía de Westminter con madera de balsa, alienando completamente del proyecto a Bart. Homer no puede dormir porque tiene que hacer la Abadía, pero se duerme y sueña con Geoffrey Chaucer, Ana de Cléveris y Oscar Wilde. Mientras se mueve adormecido, Homer destruye el modelo accidentalmente. Homer repara el modelo de la mejor manera posible y lo lleva a la competencia en la Escuela Elemental de Springfield. 
El Superintendente Chalmers piensa que los modelos son claramente el trabajo de padres entrometidos, excepto la Abadía de Bart. Bart termina ganando la competencia. Avergonzado, Bart admite no haber construido el modelo. Lisa dice a Homer que es difícil andar con chicas tan perdidamente superficiales.
Mientras, Marge cambia el calentador de agua, cuando estaba limpiando para poner el nuevo, y en el proceso descubre un sauna, así que entra y se relaja mucho. Marge piensa en decirle a Homer, pero piensa que le dirá a sus amigos. Así que decide guardarlo en secreto. Pero, por el exceso de relajación, no puede controlar los planes de Homer. Al final, Marge ve a Homer muy triste, así que ella le cuenta a Homer sobre el sauna, cuando ellos van Marge pone cerveza en el vapor, después Homer y Marge se besan y hacen el amor.